# Рыжий волк
Ры́жий волк (лат. Canis rufus) — хищное млекопитающее семейства волчьих
Самый редкий представитель семейства псовых, рыжий волк некогда населял большую часть востока США, от Пенсильвании до Техаса. Однако в XX веке из-за истребления и разрушения среды обитания рыжие волки оказались на грани вымирания. Их ареал сперва сократился до крайнего юго-запада Луизианы и юго-востока Техаса, а к концу 70-х годов XX века рыжие волки в природе окончательно исчезли, и сохранились только особи в зоопарках и питомниках. Начиная с 1988 года ведётся работа по возвращению рыжих волков в естественную среду обитания — в горы Грейт-Смоки-Маунтинс в Северной Каролине и Теннесси.

## Происхождение и классификация

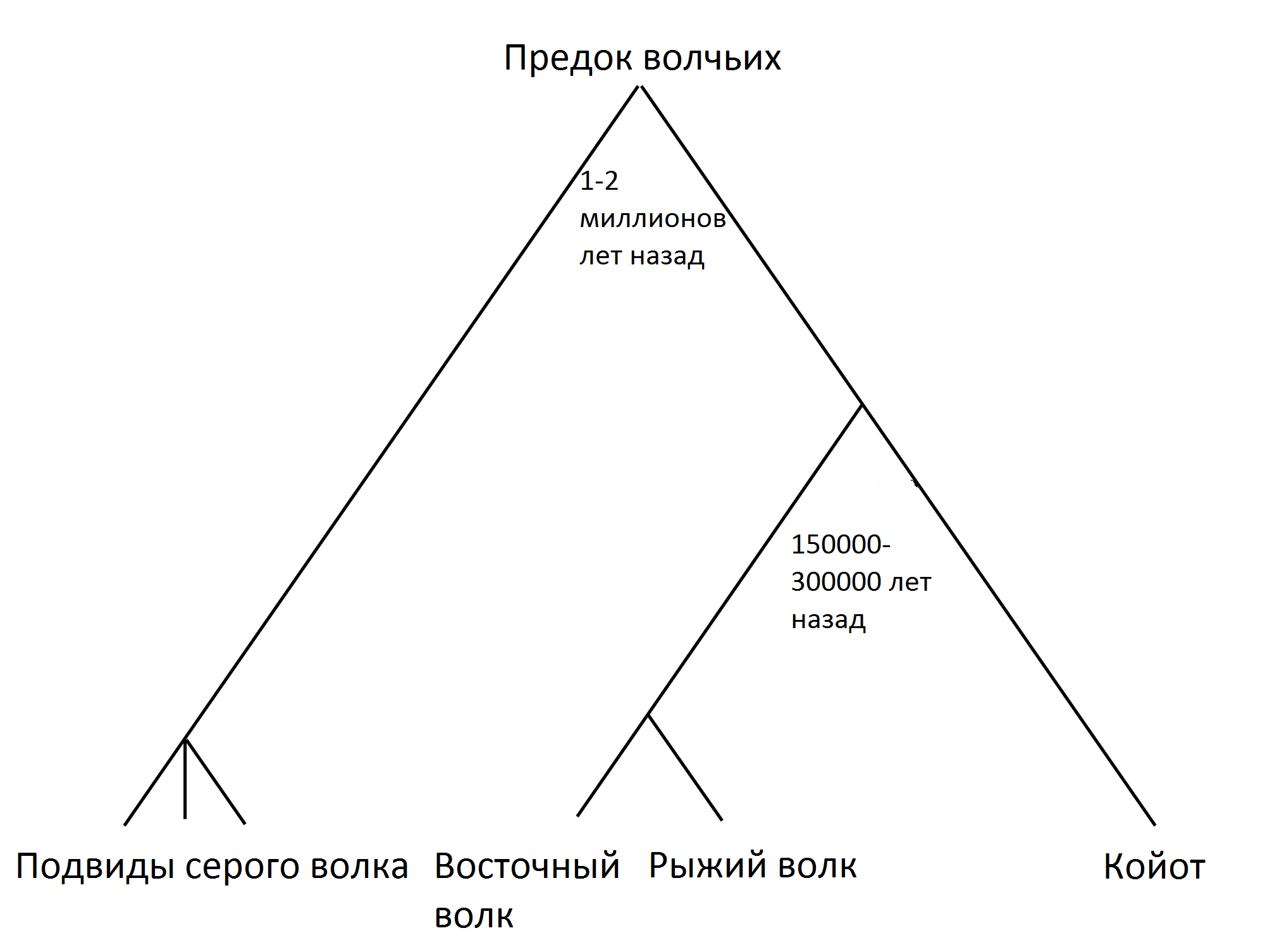
Эволюция волков

Древнейшие ископаемые остатки, предположительно принадлежащие рыжему волку, происходят из Флориды и датируются возрастом примерно в 10 000 лет.
Таксономический статус рыжего волка спорен. Согласно одной из точек зрения, рыжий волк является подвидом серого волка (Canis lupus rufus). Современные генетические исследования, однако, свидетельствуют о том, что рыжий и восточный волки более близки к койоту (Canis latrans), чем к серому волку, и, следовательно, их следует выделить в самостоятельные виды (C. rufus и C. lycaon соответственно). Основываясь на выводах этих исследований, Красная книга МСОП и Американское общество маммологов рассматривают рыжего волка как отдельный вид. В 2019 году Национальная академия наук, инженерии и медицины США опубликовала обширный литературный обзор, заключив, что, как показывают имеющиеся данные, рыжий волк должен быть отнесён к собственному виду.
Согласно обзору Национальной академии, исторически существовавшая популяция рыжих волков, скорее всего, относилась к собственному таксономически обоснованному виду. Как показывает наличие примесей в геноме, в прошлом рыжие волки активно скрещивались с серыми волками, койотами или ими обоими. Вся современная популяция рыжих волков, которая произошла от содержавшихся в неволе особей, ведёт свою родословную от исторических рыжих волков и при этом морфологически и поведенчески отличается от серых волков и койотов.

## Внешний вид

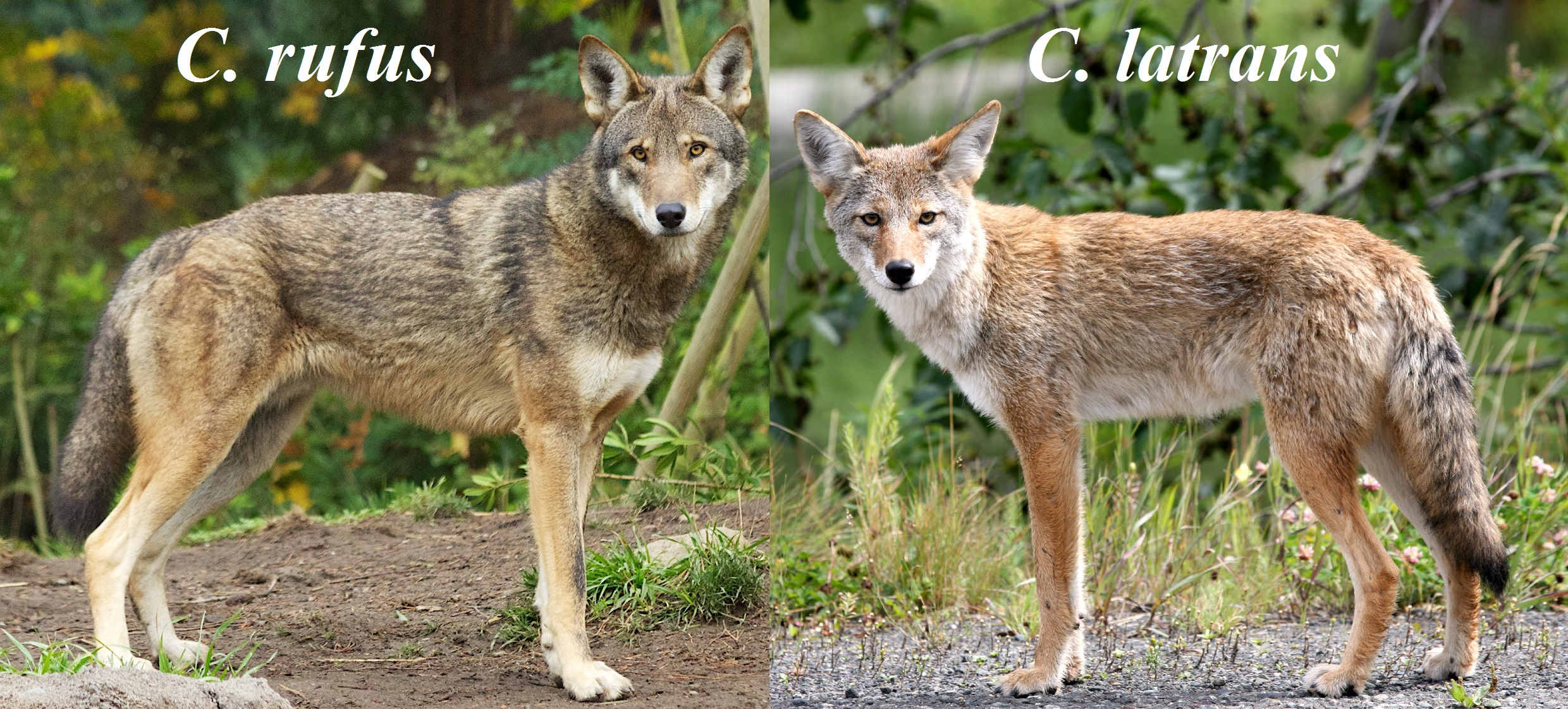
Рыжий волк и койот.

От серого волка рыжие волки отличаются меньшими размерами. Рыжий волк стройнее, у него длиннее ноги и уши, а мех — короче. Однако он крупнее койота: длина его тела составляет 100—130 см, хвоста — 30—42 см, высота в холке — 66—79 см. Взрослые самцы весят 20—41 кг, самки, как правило, на 1/3 легче.
В окрасе меха присутствует рыжий, коричневый, серый и чёрный цвет. Спина обычно чёрная. Морда и конечности — рыжеватые, конец хвоста чёрный. Рыжий окрас, благодаря которому вид получил своё название, преобладал среди техасских популяций. Рыжий мех также доминирует зимой. Ежегодная линька происходит летом.

## Образ жизни и питание
По образу жизни рыжий волк близок к обыкновенному волку. Изначально они обитали в лесах, на заболоченных низменностях и в береговых прериях; вели ночной образ жизни. Сейчас рыжих волков повторно заселяют в труднодоступные горные и заболоченные районы.
Стаи у рыжих волков меньше, чем у серых; они состоят из семейной (размножающейся) пары и её потомства, как молодого, так и подросшего. Иногда семьи значительно разрастаются. В семье практически не наблюдается проявлений агрессии, однако в отношении незнакомых волков члены семьи настроены недружелюбно.
Пищу рыжего волка составляют преимущественно грызуны (в том числе нутрии и ондатры), кролики и еноты; изредка стая ловит оленя. Дополнением к рациону являются насекомые и ягоды, а также падаль.
В свою очередь рыжие волки могут стать жертвами других волчьих, включая сородичей из других стай, аллигаторов или пум. На молодых животных охотятся такие хищники, как рыжие рыси.

## Размножение
Рыжие волки живут семьями, в которых размножаются только доминирующие пары. Пара, как и у других волков, создаётся на длительное время. Остальные члены группы помогают воспитывать потомство и приносят корм для лактирующих волчиц.
Сезон размножения продолжается с января по март. Беременность длится 60—63 дня; в помёте в среднем 3—6 щенков (редко — до 12), которые рождаются весной. Логова самки устраивают в ямах под упавшими деревьями, в песчаных откосах, по берегам рек. Потомством занимаются оба родителя; щенки становятся самостоятельными в 6 месяцев.
Средняя продолжительность жизни рыжего волка в природе — 8 лет; в неволе они доживали до 14 лет.

## Состояние популяции
Рыжий волк занесён в международную Красную книгу со статусом «вид, находящийся в критической опасности» (Critically endangered).
До середины XX века рыжих волков истребляли за нападения на домашний скот и птицу. В 1967 году вид был объявлен вымирающим (Endangered) и начали предприниматься меры по его спасению. Вся нынешняя популяция рыжих волков произошла от 14 особей, содержавшихся в неволе. Сейчас в мире осталось примерно 270 особей, 100 из которых было выпущено на волю в Северной Каролине.
Традиционно насчитывали три подвида рыжего волка, два из которых вымерли.
- Canis rufus floridanus вымер к 1930 году,
- Canis rufus rufus объявлен вымершим в 1970 году,
- Canis rufus gregoryi в природе вымер к 1980 году.